# Lodi (Wisconsin)
Lodi è una città degli Stati Uniti d'America, situata in Wisconsin, nella Contea di Columbia.